# (3361) Орфей
(3361) Орфей (др.-греч. Ὀρφεύς) — небольшой околоземный астероид из группы аполлонов, характеризующийся довольно вытянутой орбитой, с эксцентриситетом 0,32, он пересекает не только орбиту Земли, но и Марса. Астероид был открыт 24 апреля 1982 года чилийским астрономом Карлосом Торресом в обсерватории Серро-Эль-Робле и назван в честь Орфея, певца и музыканта в древнегреческой мифологии.

Орбита астероида Орфей и его положение в Солнечной системе

В 1992 году этот астероид рассматривался как потенциальная цель для полёта космического аппарата «NEAR Shoemaker», но в связи с незначительными размерами Орфея предпочтение было отдано астероиду (433) Эрос.